# Heribert Abel (Geistlicher, 1916)
Heribert Abel (* 2. Februar 1916 in Ommersheim; † 11. Januar 1944 in Borissow) war ein römisch-katholischer Geistlicher, Steyler Missionar und Opfer der NS-Militärjustiz.

## Leben
Heribert Abel wurde in Ommersheim bei Saarbrücken als Sohn eines Oberinspektors geboren. Er hatte sechs Geschwister, darunter einen Zwillingsbruder, der ebenfalls Priester wurde. Von 1928 bis 1935 besuchte er die Missionsschule der Steyler Missionare in St. Wendel, das spätere Arnold-Janssen-Gymnasium. Nach dem Abitur trat er in den Orden ein und studierte im Missionshaus St. Augustin in Sankt Augustin. Er wurde dort am 27. April 1941 zum Priester geweiht. Nach Schließung des Hauses wegen Regierungsfeindlichkeit am 2. August 1941 diente er in einer Sanitätseinheit in Possenhofen. Im November 1942 wurde er nach Mielau in Polen abkommandiert. Unterwegs wurde er festgenommen, weil er noch in Possenhofen bei freimütigen Äußerungen über die Kriegslage (während der Schlacht von Stalingrad) belauscht und denunziert worden war. Er kam über die Gefängnisse Graudenz und Pratzschwitz im Februar 1943 nach Berlin-Tegel und wurde am 25. März 1943 wegen Wehrkraftzersetzung zu 18 Monaten Haft im Fort Zinna in Torgau verurteilt. Am 23. August 1943 reichte er erfolgreich ein Gesuch um Strafaussetzung ein und kam in ein Bewährungsbataillon der Infanterie an der Ostfront. Am 31. Dezember 1943 wurde er in Schnizy bei Witebsk verwundet und starb am 11. Januar im Kriegslazarett von Borissow. Er wurde auf dem dortigen Ehrenfriedhof beigesetzt.

## Gedenken
Die katholische Kirche hat Pater Heribert Abel als Blutzeugen aus der Zeit des Nationalsozialismus in das deutsche Martyrologium des 20. Jahrhunderts aufgenommen.